# Cichorium glandulosum
Cichorium glandulosum — вид квіткових рослин з родини айстрових (Asteraceae).

## Морфологічна характеристика
Це однорічна рослина.

## Поширення
Ендемік Туреччини.